# مضاعف جهد
مضاعفات الجهد هي عبارة عن دائرة كهربية تحول من جهد الدخل المتردد إلى جهد مستمر أعلى في القيمة من جهد الدخل، ويستخدم لذلك مجموعة من المكثفات والوصلات الثنائية.

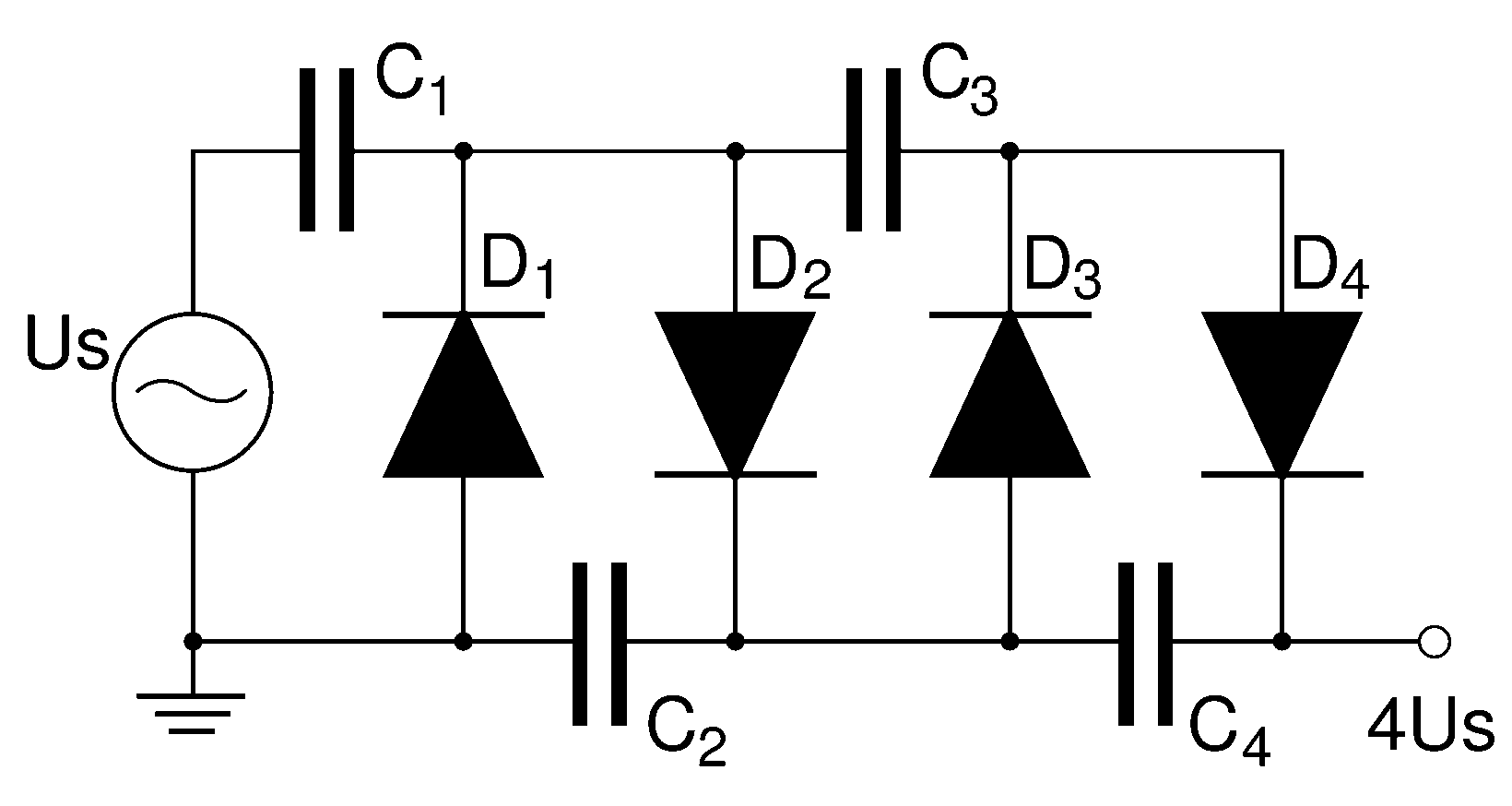
إحدى الدوائر المستخدمة في مضاعفات الجهد

تسطتيع جعل جهد الخرج مساوي مرتان (في الحالة المثالية) جهد الدخل وذلك عن طريق شحن المكثفات، هذه الدائرة في أبسط صور لها هي عبارة عن مقوم حيث يحول الجهد المتردد إلى جهد مستمر مضاعف، تعد مضاعف الجهد نوع من أنواع مضاعفات الجهد.

## مضاعف الجهد المقوم

### دائرة فيلارد
تتكون من مكثف ووصلة ثنائية، لها معامل تموج عالي.

دائرة فيلارد

### دائرة جريناشر
في هذه الدائرة تم تقليل معامل التموج بشكل كبير في مقابل زيادة بعض العناصر في الدائرة الكهربية.

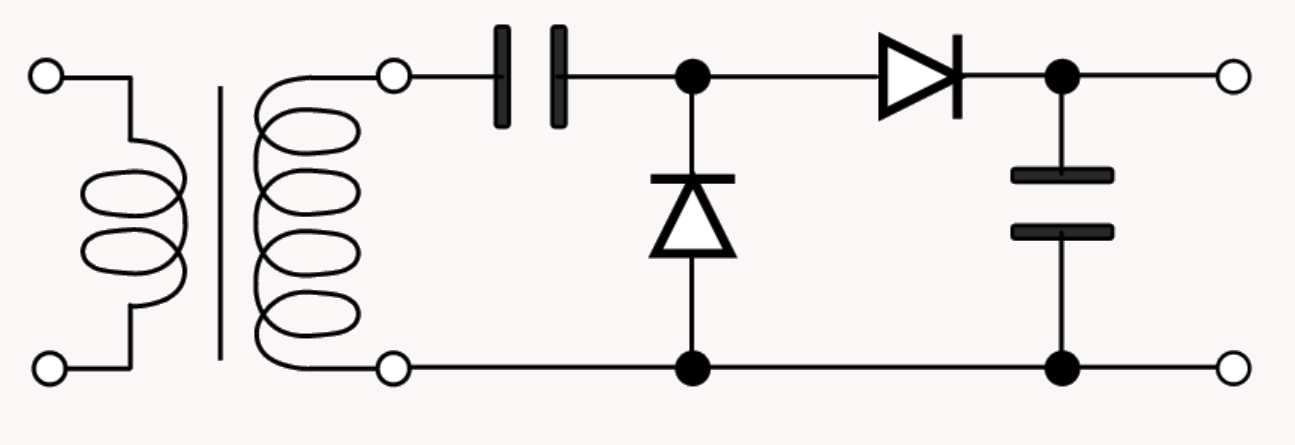
دائرةجريناشر

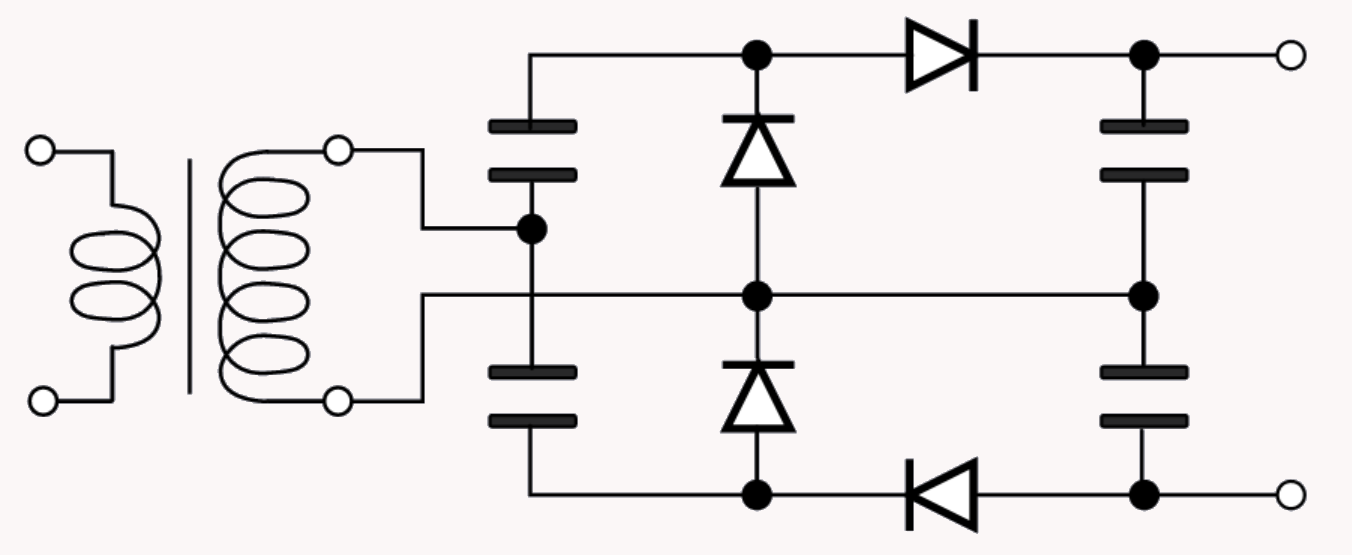
خليتين من جريناشر معكوستا القطبية

### دائرة الجسر

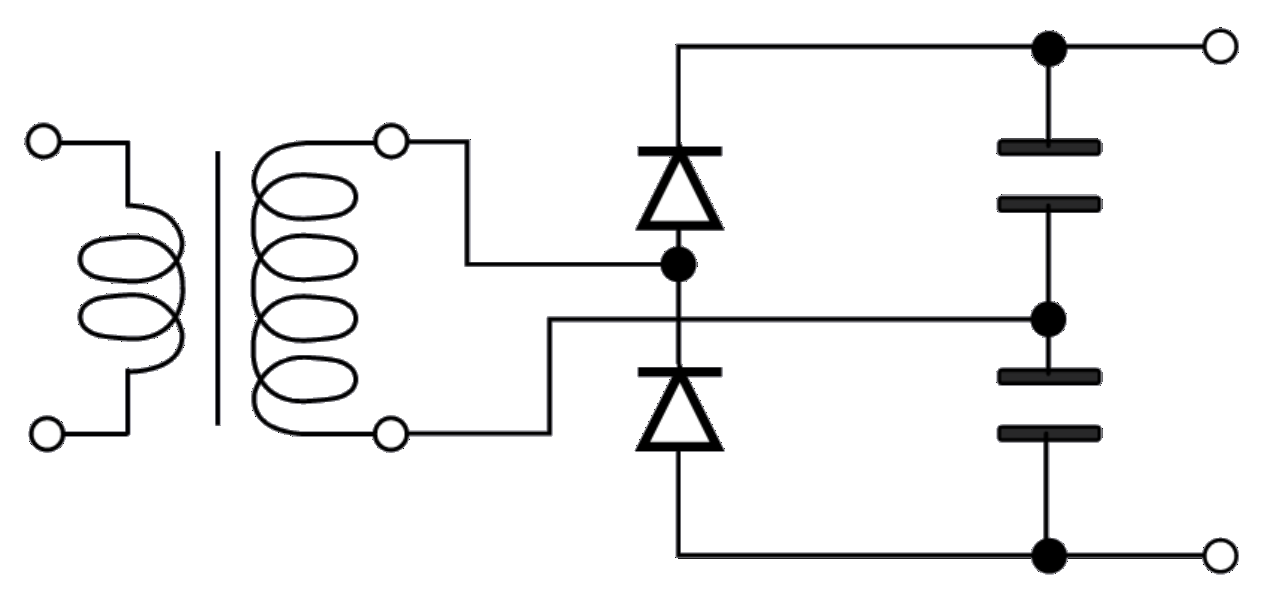
دائرة الجسر